# 1113 (číslo)
Tisíc sto třináct je přirozené číslo, za nímž následuje číslo tisíc sto čtrnáct a jemuž předchází číslo tisíc sto dvanáct. Římskými číslicemi se zapisuje MCXIII.

## Matematika
1113 je:
- Složené číslo
- Deficientní číslo

## Astronomie
- (1113) Katja je planetka hlavního pásu, kterou objevila v roce 1928 Pelageja Šajnová

## Roky
- 1113
- 1113 př. n. l.